# Megalommum nigriceps
Megalommum nigriceps är en stekelart som beskrevs av Cameron 1906. Megalommum nigriceps ingår i släktet Megalommum och familjen bracksteklar. Inga underarter finns listade i Catalogue of Life.